# Karlov (Spálené Poříčí)
Karlov (německy Karlshof) je malá vesnice, část města Spálené Poříčí v okrese Plzeň-jih v Plzeňském kraji. Nachází se asi dva kilometry jihozápadně od Spáleného Poříčí. Karlov leží v katastrálním území Spálené Poříčí o výměře 12,69 km².

## Historie
První písemná zmínka o vesnici pochází z 18. století.

## Obyvatelstvo
| Rok            | 1869 | 1880 | 1890 | 1900 | 1910 | 1921 | 1930 | 1950 | 1961 | 1970 | 1980 | 1991 | 2001 | 2011 | 2021 |
| -------------- | ---- | ---- | ---- | ---- | ---- | ---- | ---- | ---- | ---- | ---- | ---- | ---- | ---- | ---- | ---- |
| Počet obyvatel | 70   | 62   | 72   | 53   | 47   | 60   | 48   | 31   | 37   | 27   | 20   | 17   | 14   | 12   | 8    |
| Počet domů     | 15   | 7    | 7    | 7    | 8    | 7    | 7    | 8    | 8    | 7    | 7    | 6    | 7    | 7    | 6    |